# ميريلا فراني
ميريلا فراني (بالإيطالية: Mirella Freni)‏ هي مغنية إيطالية شهيرة صاحبة صوت سوبرانو، وُلدت في السابع والعشرين من فبراير عام 1935، اشتهرت بصوتها التي لا يخالجه العجز وأداء رائع طول فترةِ عملها. تلقت تعليماًً تقليدياً، وكان صوتها يحاكي طريقة بيل كانتوا، أُثنت عليها تيباتي العظيمة، وهي آخر مغنية سوبرانو درامية.
قامت ميريلا بأداء أكثر من أربعين دور مختلف، في بداية حياتها الفنية أمثال: فولفغانغ أماديوس موزارت، وجاكومو بوتشيني، والتقت مع الكثير من المشاهير أصحاب الأدوار الدرامية بعد لقائها مع كاراجان، أمثال جاكومو بوتشيني وجاكومو بوتشيني. تزوجت من مغني الأوبرا البلغاري الشهير صاحب طبقة الصوت باس نيكولاي غيوروف، وكانا دائماً ما يصعدا على المسرح ويغنوا سوياً. تحت تدريب غيوروف، أصبحت فراني مثل شخصية الأوبرا بيتر إليتش تشايكوفسكي.

## روابط خارجية
- ميريلا فراني على موقع IMDb (الإنجليزية)
- ميريلا فراني على موقع مونزينجر (الألمانية)
- ميريلا فراني على موقع ميوزك برينز (الإنجليزية)
- ميريلا فراني على موقع أول ميوزيك (الإنجليزية)
- ميريلا فراني على موقع ديسكوغز (الإنجليزية)
- ميريلا فراني على موقع قاعدة بيانات الفيلم (الإنجليزية)